# Eysturtindur
Eysturtindur è una montagna alta 715 metri sul mare situata sull'isola di Vágar, terza per estensione dell'arcipelago delle Isole Fær Øer, in Danimarca.
È la quarantesima montagna, per altezza, dell'intero arcipelago, e la seconda, sempre per altezza, dell'isola.

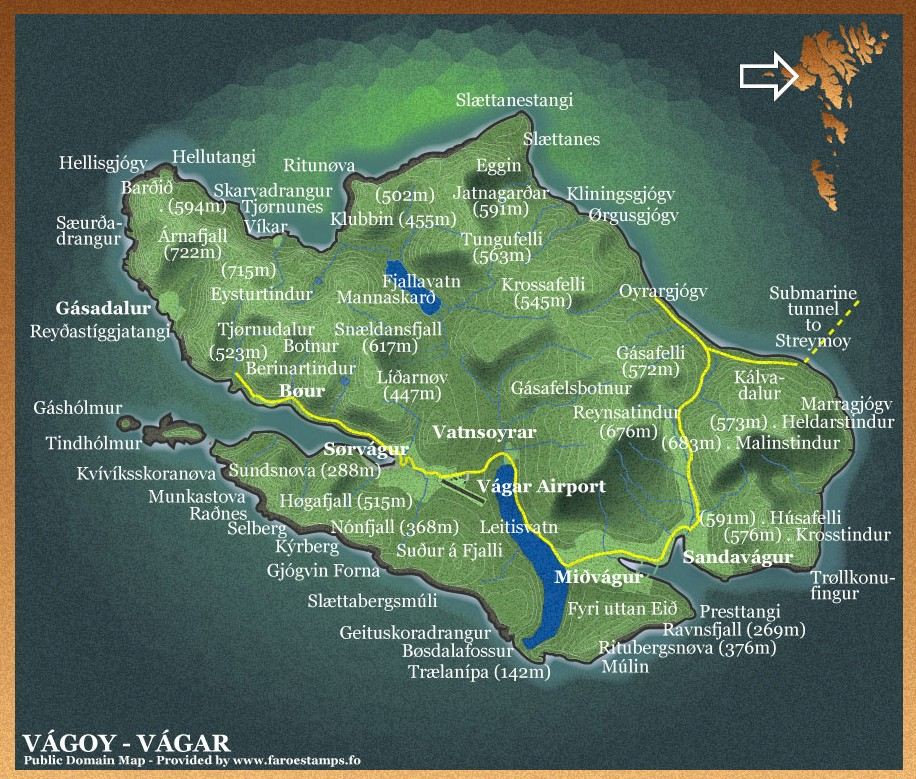
Isola di Vágar, mappa delle località e delle alture